# Ciclogenesi esplosiva

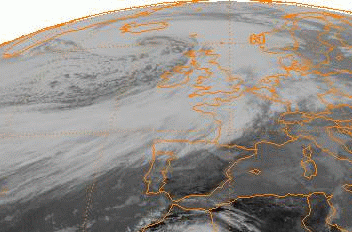
Il Braer Storm del gennaio 1993 si formò in modo esplosivo con un abbassamento di pressione record di 913 mbar (hPa)

 Ciclogenesi esplosiva (chiamata anche bomba meteorologica, meteorological bomb, sviluppo esplosivo, ciclone bomba o bombogenesi) è il rapido aumento dell'area di bassa pressione di un ciclone extratropicale. L'entità del cambio di pressione necessario per classificare un fenomeno come "ciclogenesi esplosiva" dipende dalla latitudine. Ad esempio, a 60° di latitudine, si può parlare di "ciclogenesi esplosiva" se la pressione centrale scende di 24 mbar (hPa) o più nelle 24 ore. Questo è un evento invernale prevalentemente marittimo, ma si verifica anche in territori continentali, e anche in estate. Questo processo è l'equivalente extratropicale della rapida intensificazione tropicale. Sebbene la loro ciclogenesi sia del tutto differente da quella dei cicloni tropicali, i cicloni bomba possono generare venti da circa 120 a 155 km/h, lo stesso ordine di grandezza della prima categoria della Scala Saffir-Simpson, e provocano forti precipitazioni. Anche se solo una minoranza di queste "bombe" diventa così forte, alcune di loro ancorché deboli hanno causato danni significativi.

## Storia
Negli anni 1940 e 1950, i meteorologi della Scuola di Meteorologia di Bergen iniziarono informalmente a chiamare alcuni temporali che aumentavano sopra il mare "bombe", poiché essi si sviluppavano con una grande "ferocia" raramente vista sulla terraferma.
Negli anni 1970, le espressioni "ciclogenesi esplosiva" e anche "bombe meteorologiche" erano usate dal professore del MIT Fred Sanders (lavorando dagli anni 1950 con Tor Bergeron), che fece diventare l'espressione di uso comune in un articolo del 1980 sulla rivista Monthly Weather Review dell'American Meteorological Society. Nel 1980, Sanders e il suo collega John Gyakum definirono "bomba" un ciclone extratropicale che si accumula di almeno (24 sin φ/ sin 60°)mb in 24 ore, dove φ rappresenta la latitudine. Questo è basato sulla definizione, standardizzata da Bergeron, per lo sviluppo "esplosivo" di un ciclone a 60°N che s'ingrandisce di 24 mb in 24 ore. Sanders e Gyakum notarono che un'equivalente intensificazione dipende dalla latitudine: ai poli questo sarebbe un calo di pressione di 28 mb/24 ore, mentre a 25 gradi di latitudine sarebbe solo di 12 mb/24 ore. Tutte queste velocità si qualificano per quello che Sanders e Gyakum chiamavano "1 bergeron".

## Formazione
La baroclinica instabilità è stata citata come uno dei principali meccanismi per lo sviluppo della maggior parte dei cicloni che s'ingrossano in modo più "esplosivo". Comunque, i relativi ruoli dei processi baroclinici e adiabatici  nell'esplosivo ingrossamento dei cicloni extratropicali sono stati soggetto di dibattiti per lungo tempo. Altri fattori comprendono la posizione relativa di un 500-hPa, lo spessore dei modelli, profondi processi troposferici frontogenetici che si verificano sia in alto che in basso, l'influenza dell'interazione aria–mare e il rilascio di calore latente.

### Regioni e movimento

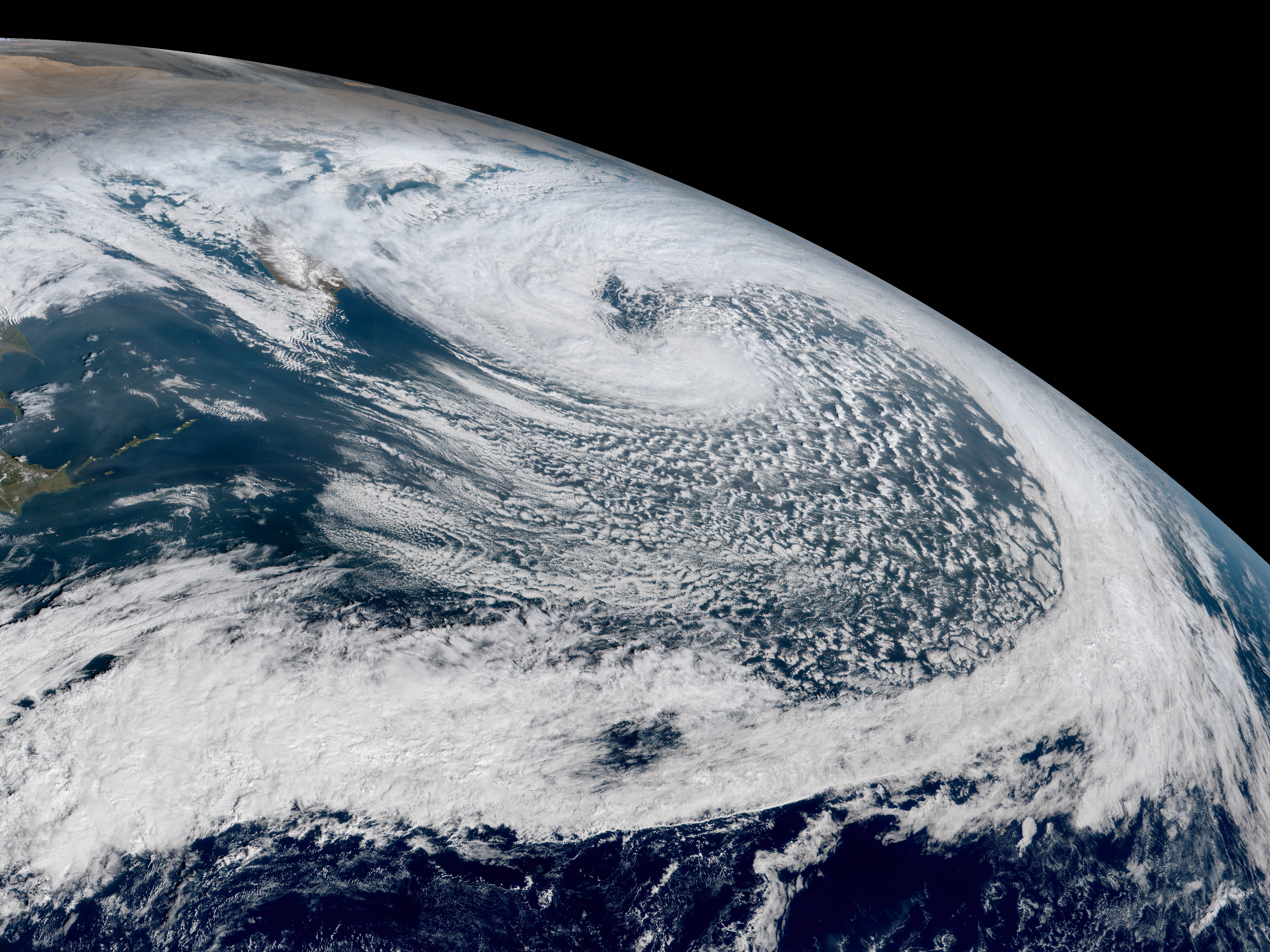
L'assorbimento di quanto resta di un potente ciclone tropicale può innescare un'esplosiva ciclogenesi

Le quattro zone del mondo dove si verifica maggiormente la ciclogenesi extratropicale esplosiva sono il nordovest del Pacifico, il Nordatlantico, il sudovest del Pacifico e l'Atlantico meridionale.
Nell'emisfero boreale la massima frequenza di cicloni in formazione esplosiva si trova dentro o a nord dell'atlantica Corrente del Golfo e della Corrente Kuroshio nel Pacifico occidentale, e nell'Emisfero australe si trova con le Depressioni della costa orientale australiana sulla Corrente dell'Australia Orientale, il che mostra l'importanza delle interazioni aria-mare nell'iniziare e rapidamente sviluppare cicloni extratropicali.
Cicloni che si formano esplosivamente a sud di 50°S spesso mostrano movimenti verso l'equatore, in contrasto con i movimenti verso il polo della maggior parte delle "bombe" dell'Emisfero settentrionale. Nel corso dell'anno, 45 cicloni in media nell'Emisfero settentrionale e 26 in quello meridionale si sviluppano in modo esplosivo, in gran parte nell'inverno dei rispettivi emisferi. Minore stagionalità è stata riscontrata nei casi di ciclogenesi di "bombe" nell'Emisfero australe.

## Altri usi di "bomba meteorologica"
Il termine "bomba meteorologica" è popolarmente utilizzato in Nuova Zelanda per descrivere drammatici o distruttivi eventi atmosferici. Raramente questi eventi di ciclogenesi esplosiva vi hanno luogo, poiché i rapidi abbassamenti di pressione sono rari in Nuova Zelanda. Questo uso del termine "bomba" può generare confusione con il più rigorosamente definito termine meteorologico. In Giappone, il termine爆弾低気圧 bakudan teikiatsu (ciclone bomba) è usato sia accademicamente che ordinariamente per riferirsi a un ciclone extratropicale le cui condizioni meteorologiche sono quelle della "bomba".
Il termine "bomba" può essere in qualche modo controverso. Quando i ricercatori europei protestavano che si trattava piuttosto di un termine bellico, Fred Sanders, il coautore dello scritto che ne introdusse l'uso meteorologico ribatté: "Allora perché state usando il termine "fronte"?".